# Theaterfigurenmuseum Lübeck
Le Theaterfigurenmuseum Lübeck (Musée de marionnettes de Lübeck, Allemagne) de Fritz Fey fils, un musée privé, se cache un peu dans une ruelle au milieu de la vieille ville de Lübeck. La ruelle s'appelle Kolk et se trouve près du Holstentor (Porte Holsten) et en bas de la Petrikirche (église de St Pierre).
Pendant des dizaines d'années Fritz Fey a collectionné passionnément tout ce qui est d'importance dans l'histoire du théâtre de marionnettes allemand et même mondial, et il en expose une sélection étonnante dans son musée qui est intégré dans un pâté de cinq maisons médiévales typiques de style gothique en briques. La collection de Fritz Fey peut se comparer aux collections correspondantes de réputation internationale du Münchner Stadtmuseum ou du Dresdner Puppenmuseum. Bien connu et apprécié aussi hors de Lübeck le musée contribue à la diversité culturelle de la ville et de ses musées. Il profite de l'appui du conseil municipal et de la fondation Possehl.
Le musée expose environ mille objets de trois siècles et de trois continents (Europe, Afrique, Asie). Ils prouvent que les marionnettistes ont toujours et partout essayé de présenter un miroir à leur société en utilisant des marionnettes très variées : les marionnettes à main, à doigts, à fils, à bâton ou à gaine, les poupées des ventriloques, les figures découpées des ombres chinoises (Wayang kulit), les fantoches mécaniques de toute forme et technique, les marionnettes transformables. Tous ces genres de marionnettes sont représentés dans le musée.